# آرا الجميل
آرا الجميل أو الوسيم (بالأرمنية: Արա Գեղեցիկ)‏ هو بطل أرميني أسطوري، اُشْتُهِرَ «آرا» في الأدب الأرميني وفي الأسطورة الشعبية التي كان فيها وسيمًا لدرجة أن الملكة الآشورية سميراميس شنت حربًا ضد أرمينيا للقبض عليه وإعادته إليها، وهو على قيد الحياة.
يرتبط آرا أحيانًا بآرام أورارتو [الإنجليزية]، الذي حكم مملكة أورارتو بينيلي خلال القرن التاسع قبل الميلاد.

## الأسطورة
وفقًا للأسطورة، فإن سميراميس ( شاميرام بالأرمينية) وقعت في حب الملك الأرميني الوسيم وطلبت منه الزواج. وعندما رفض، جمعت في حرارة العاطفة جيوش آشور وسارت إلى أرمينيا. وانتصرت سميراميس في المعركة، لكن آرا قُتل، بالرغم من إصدار أوامرها بالقبض عليه حيَّاً. ولتجنب الحرب المستمرة مع الأرمن، أخذت سميراميس جسده وصَلَّت للآلهة لإحياء آرا من الموت، وعندما تقدم الأرمن للانتقام لقائدهم، تنكرت سميراميس بأحد عشاقها في صورة آرا ونشرت إشاعة أن الآلهة أعادت الحياة إلى آرا، مما أقنع الأرمن بعدم مواصلة الحرب. وفي أحد التقاليد المستمرة، تنجح صلاة سميراميس ويعود آرا إلى الحياة. خلال القرن التاسع عشر، ورد أيضًا أن قرية تدعى لِزْك (بالإنجليزية: Lezk)‏، بالقرب من وان، اِعتُبرت تقليديًا بأنها مكان قيامة آرا.